# MONROMatic CAA-10
La MONROMatic CAA-10 è una calcolatrice da tavolo elettromeccanica prodotta da Monroe Systems for Business dal 1946 al 1955 (in tali anni l'azienda si chiamava Monroe Calculating Machine Company), appartenente alla famiglia CAA, comprendente i modelli CAA-8, CAA-10 e CAA-10-3-S.
La calcolatrice permetteva di effettuare addizioni, sottrazioni, divisioni e moltiplicazioni. Fa parte dei calcolatori elettro-meccanici presenti prima dell’era elettronica che arriverà nei primi anni 1960.